# Hermana Glenda
Glenda Valeska Hernández Aguayo (Parral, 5 de enero de 1971), también conocida como la Hermana Glenda, es una cantautora católica y monja chilena con nacionalidad española. 
Se graduó como teóloga en la Pontificia Universidad Gregoriana y como psicóloga en la Universidad Pontificia de Salamanca. Su ciudad natal la declaró «Servidora ilustre» en el año 2003.
Actualmente reside y trabaja en España y es conocida internacionalmente por su desempeño en la Evangelización a través de la música cristiana católica. Lleva 31 años de vida consagrada, 19 años como religiosa dedicada a la enseñanza  y 12 años como virgen consagrada dedicada a la evangelización.

## Biografía

### 1971-1988: Infancia, inicios en el cristianismo católico y vocación misionera
Glenda Valeska Hernández Aguayo nació el 5 de enero de 1971, en la ciudad de Parral, Chile. Sus padres, Erasmo Hernández Troncoso y Graciela Aguayo Sobarzo, eran profesores. Fue la segunda de cuatro hermanos. Su madre la bautizó a los dos años de nacida, a escondidas del padre porque él no creía en Dios ni en la Iglesia. Estudió primaria en el Colegio de la Providencia, el colegio público escuela N.º 7 y en el Colegio María Auxiliadora en la ciudad de Linares, Chile, ambos colegios católicos dirigidos por Religiosas. La secundaria la cursó en el Liceo B 27 de la ciudad de Linares, Chile. En 1985, Glenda, tuvo sus primeros acercamientos a Dios y a la Iglesia católica al cantar en la misa de la catedral de su ciudad; poco tiempo después de ganar una Biblia en un festival diocesano de música tuvo su primer encuentro con la persona de Jesucristo. De inmediato se fue a evangelizar a una cárcel de mujeres y barrios marginales de su ciudad, teniendo solamente quince años.
Después de su experiencia en la cárcel de mujeres y en los barrios marginales comienza en Glenda la inquietud por la vocación misionera. Un domingo, Glenda recibe una hoja dominical donde pudo observar varias direcciones de comunidades religiosas, a las cuales les escribió y recibió varias respuestas. Sin embargo conoce  a las Hermanas de Nuestra Señora de la Consolación, quienes la llevaron a participar en varias actividades misioneras que ellas realizaban en las zonas rurales de la diócesis de Linares, Chile.. En 1988 entra a las Hnas de la Consolación, dejó a su novio, sus inicios universitarios  y a su familia.

### 1988-2002: Formación y comienzos en la música
Permaneció en Chile por tres años más donde realizó su postulado y noviciado. En 1991 se fue a Buenos Aires, en Argentina, donde hizo sus estudios de Filosofía. En 1993 fue enviada al Colegio de las Hnas de la Consolación en la ciudad de Concepción, en Tucumán, donde trabajó como profesora y misionera ayudando a los jóvenes, mujeres violadas y madres solteras que necesitaban de ayuda psicológica y económica. En 1996 viaja a la casa madre de las Hermanas de la Consolacion en Tortosa, España donde hizo sus votos perpetuos. Poco después viajó a Roma, Italia, para estudiar teología, sus estudios le llevaron alrededor de tres años; en su estadía en Italia firmó un contrato con el cantautor Luis Alfredo Díaz Britos para la compañía discográfica "Producciones la Raíz".
Su carrera musical empezó cuando publicó el álbum A solas con Dios en 1998. En el año 2000 fue enviada a España por su madre superiora para que comenzara sus estudios en psicología en la UPSA y evangelizara. En 2002 participó en la XVII Jornada Mundial de la Juventud junto con el pontífice romano San Juan Pablo II en Canadá. Después de este encuentro con el Papa comienza la dedicación de Hna Glenda a la Evangelización con la música.

### 2003-presente: Reconocimiento internacional
En el año 2003 realiza sus primeras presentaciones musicales en México y Estados Unidos. En 2004 ofreció un concierto en Chile que fue transmitido en el programa católico Iglesia Viva en un especial de música cristiana, y a finales de ese año lanzó al mercado su álbum A solas con María, presentado en una trilogía de una versión acústica, una instrumental y otra orquestada.
En 2006 Hna Glenda convoca a más de 25 000 personas en Santo Domingo, República Dominicana. Este mismo año denunció por Internet a "Producciones la Raíz" por irregularidades que al igual que otros artistas de dicha productora comenzaron a demandarle: "Según relatan diferentes personas relacionadas con el mundo de la música religiosa el famoso Don José (José Ruíz Osuna, sacerdote de la diócesis de Toledo) parece que ha iniciado acciones judiciales contra Luis Alfredo y su marca musical “La Raíz” reclamándole diversas cantidades económicas derivadas de sus “derechos de autor” y sus “actuaciones” en diferentes festivales para los que había sido contratado por el cantautor". La Hermana Glenda por su parte declaró:

He ido viendo como ha ido sacando más discos sin el permiso de mi comunidad ni el mío: Recopilaciones, grabaciones de imagen de las que no he tenido noticia y de cuya utilización no ha sido informada ni se ha pedido el visto bueno a la Congregación ni a mí: El rosario musicalizado, Lo mejor de la Hna Glenda y Los Davideos del David [...] Se está llevando a cabo un proceso legal que debe seguir su propio curso.
Hermana Glenda

En el año 2008 La Hna. Glenda deja su comunidad religiosa de las Hermanas de la Consolación y hace el cambio al «Ordo Virginum» de la diócesis de Tarrasa, poniéndose bajo la obediencia directa del obispo de dicha diócesis, uniéndose ese mismo año a la campaña "La Biblia es mi Guía", proyecto que tiene la finalidad de aumentar la lectura de la Biblia en hogares estadounidenses y unos meses después grabó su disco Hermana Glenda Live en un concierto en República Dominicana ante más de 25 000 personas, junto con el lanzamiento de éste estuvieron los álbumes de estudio ¡Me amó y se entregó por mi! Orar con San Pablo y Orar con el corazón.
En 2009 publicó ¿Quién podrá sanarme?: Orar con San Juan de la Cruz; en promoción del lanzamiento hizo una gira por México que estuvo entre octubre y noviembre ese año. En el año 2010 un juez de Oviedo sentenció una infracción del derecho de propiedad intelectual y de autor condenando a Luis Alfredo Díaz Britos a no poder explotar más la música de la Hermana Glenda, con lo cual este perdió todos los derechos de producción y la religiosa quedó en libertad de los contratos que tenía con dicho productor: "Sentencia favorable a la hermana Glenda que podrá seguir evangelizando a través de su música al no existir ninguna relación contractual con la productora DelaRaíz en la primera sentencia en España en esta materia." Sin embargo, absolvió al productor Luis Alfredo Díaz de pagar la cuantificación económica de estas infracciones a la propiedad intelectual de la autora que habían sido tasadas en 200 000 Euros por el abogado de la Religiosa: “Idéntica suerte desestimatoria ha de correr la pretensión indemnizatoria, tan elevada en su cuantía (fijada a tanto alzado en 200 000 €) como huérfana de motivación”.
El 18 de junio de 2011 estrenó su álbum El Señor es mi pastor, producto que tiene como tema principal el libro de los Salmos de David.
En 2013, durante una entrevista a Univisión Noticias, la hermana Glenda evocó uno de los conciertos más recordados por ella: "Recuerdo la cárcel de Cancún, con la mayoría de la gente del narcotráfico. Y yo dije 'aquí me violan o me matan'. ¿Tú puedes creer que ninguna mirada mala, ni una palabra grosera? En medio de la cárcel sin ninguna seguridad estoy cantando, predicando, esos presos llorando". En el 2013 lanza su trabajo musical Alguien está orando por mí y en el 2017 el CD Nada te turbe.

## Discografía
- 1998: A solas con Dios
- 2000: Tengo sed de Ti
  - Con nostalgia de ti
  - Para ti toda mi música
- 2003: Consolad a mi Pueblo - Volumen 1
  - Consolad a mi Pueblo - Volumen 2
- 2004: A solas con María - Pequeña Suite
  - A solas con María - Acústico
- 2008: Hermana Glenda Live - Grabado en un concierto en República Dominicana
  - ¡Me amó y se entregó por mí! Orar con San Pablo
  - Orar con el corazón
- 2009: ¿Quién podrá sanarme? Orar con San Juan de la Cruz
  - Orar con María
- 2010: A solas con Dios - Instrumental
  - Nuevamente, a solas con Dios
- 2011: El Señor es mi pastor: Orar con los Salmos
- 2013: Alguien está orando por mi
- 2017: Nada te turbe